# Axelsonia
Genre
Axelsonia est un genre de collemboles de la famille des Isotomidae.

## Liste des espèces
Selon Checklist of the Collembola of the World (version du 1 septembre 2019) :
- Axelsonia crassicornis (Schött, 1893)
- Axelsonia johnstoni Jordana, 1997
- Axelsonia littoralis (Moniez, 1890)
- Axelsonia nitida (Folsom, 1899)
- Axelsonia sarahae Christiansen & Bellinger, 1992
- Axelsonia thalassophila Börner, 1906
- Axelsonia tubifera Strenzke, 1958
- Axelsonia yinii Huang & Liang, 1992

## Étymologie
Ce genre est nommé en l'honneur de Walter Mikael Axelson.

## Publication originale
- Börner, 1906 : Das System der Collembolen nebst Beschreibung neuer Collembolen des Hamburger Naturhistorischen Museums. Jahrbuch der Hamburgischen Wissenschaftlichen Anstalten, vol. 23, no 2, p. 147-186 (texte intégral).